# Toyota TS030 Hybrid

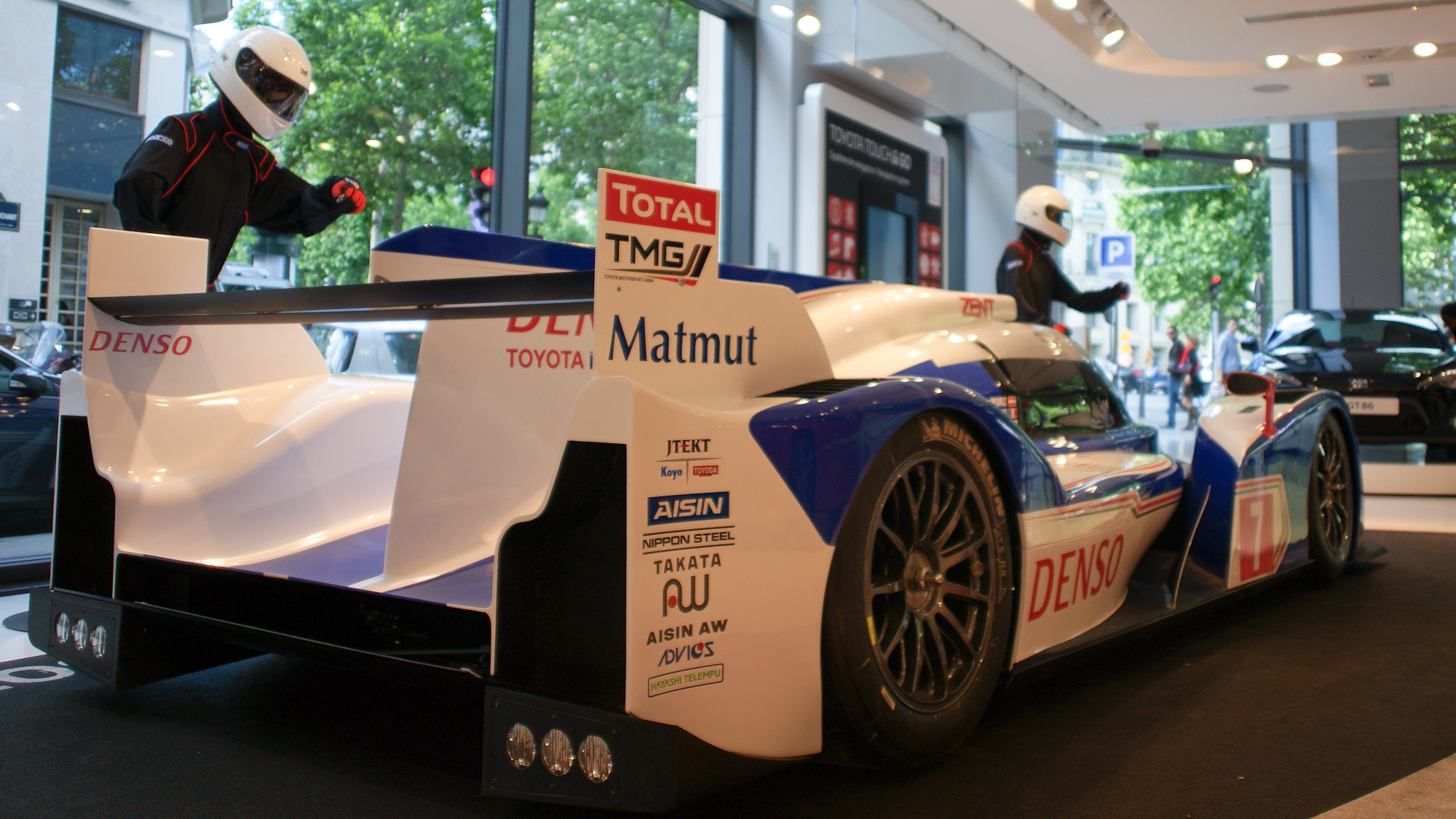
Heckansicht

Der Toyota TS030 Hybrid ist ein Sportwagen-Prototyp, der von Toyota nach LMP1-Reglement entwickelt und gebaut wurde. Der namensgebende Hybridantrieb besteht aus einem V8-Ottomotor sowie einem Elektromotor.
Mit dem TS030 Hybrid nahm Toyota am 24-Stunden-Rennen von Le Mans 2012 teil. Es war der erste Auftritt des Herstellers an der Sarthe seit dem letzten Einsatz des GT-One im Jahr 1999 und der nachfolgenden Ausrichtung des Motorsportprogramms auf die Formel 1, in der Toyota Racing von 2002 bis 2009 antrat.

## Entwicklung
Ende 2011 gab Toyota bekannt, wieder im Langstreckenmotorsport antreten zu wollen und dafür einen Prototyp nach LMP1-Reglement aufzubauen. Während das Chassis des TS030 Hybrid bei der in Köln ansässigen Toyota Motorsport GmbH konstruiert und gefertigt wurde, die schon für die Formel-1-Rennboliden von Toyota zuständig war, entstand der komplette Antriebsstrang im japanischen Toyota-Entwicklungszentrum Higashi-Fuji.

### Karosserie und Fahrwerk
Als Chassis für den TS030 Hybrid entstand ein Monocoque aus kohlenstofffaserverstärktem Kunststoff, das mit einem aerodynamisch effizienten geschlossenen Coupé-Aufbau versehen wurde. Die Vorder- und Hinterräder sind einzeln an doppelten Querlenkern aufgehängt. Die Federung ist mit Drehstabfedern realisiert und wird wie die Stoßdämpfer über Schubstangen betätigt. Um eine gute Verzögerung zu gewährleisten, sind rundum innenbelüftete Carbon-Keramik-Scheibenbremsen montiert.

### Antrieb

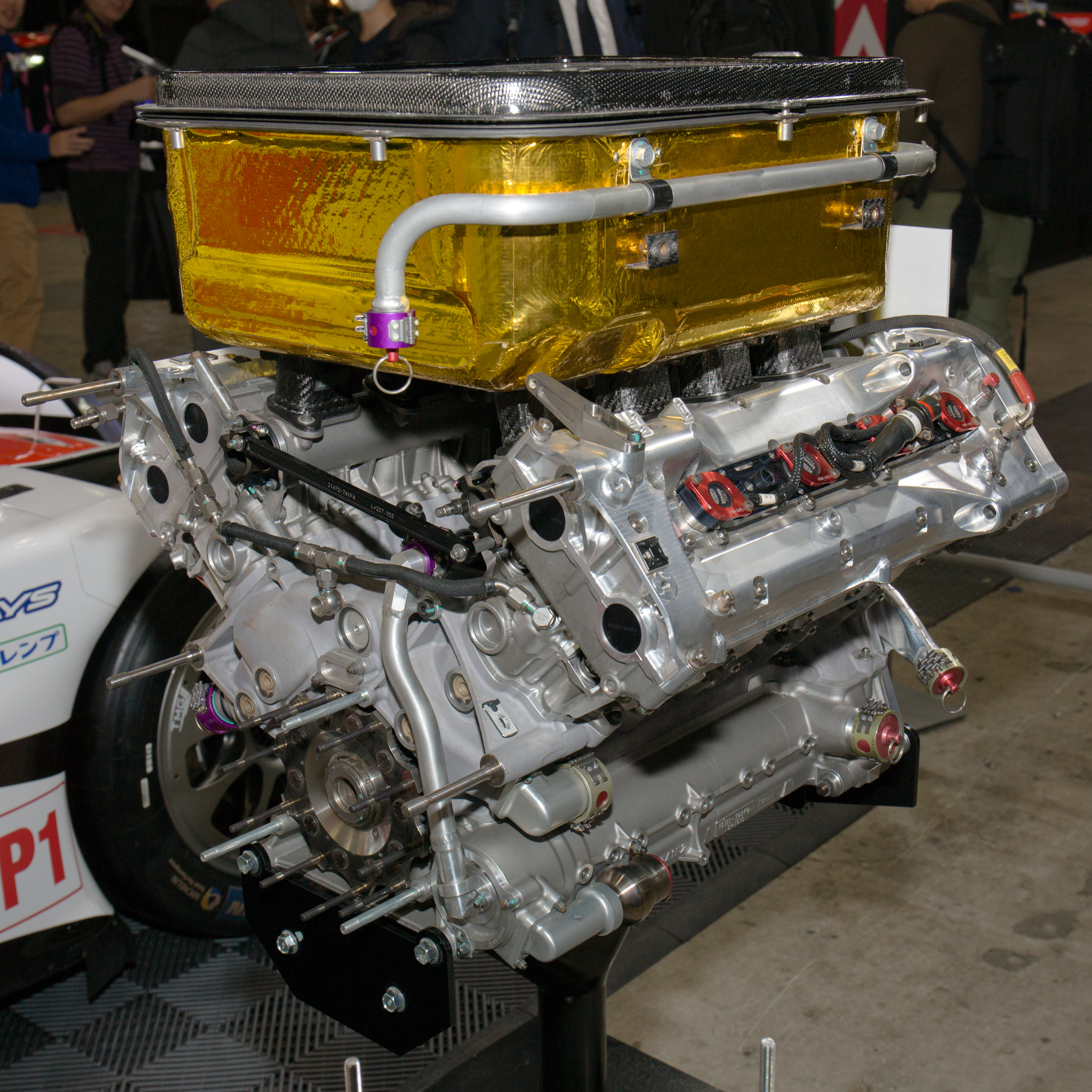
Der THS-R-Motor, der im TS030 Hybrid Verwendung findet

Bei der Wahl des Verbrennungsmotorkonzepts entschied man sich für einen nicht aufgeladenen Ottomotor. Obwohl ein Motor vorhanden war, der schon vom Privatteam Rebellion Racing in Le Mans eingesetzt wurde, beschloss man bei Toyota eine komplett neue Entwicklung. Zwar hat der für den TS030 Hybrid konstruierte 3,4-Liter-V8-Motor den gleichen Hubraum wie der ebenfalls als V8 gebaute Kundenmotor, hat allerdings keine weitere Verwandtschaft zu diesem und ist um 20 kg leichter.
Der Antrieb im TS030 Hybrid wurde auf den Namen TOYOTA HYBRID System – Racing (THS-R) getauft. Im Gegensatz zu herkömmlichen Hybridsystemen wird die beim Bremsen zurückgewonnene elektrische Energie beim THS-R nicht in Akkumulatoren gespeichert, sondern in Hochleistungskondensatoren. Der Vorteil liegt in der höheren Leistungsdichte der Kondensatoren, das heißt, sie vertragen bei gegebener Kapazität höhere Stromstärken als Akkumulatoren und dazu können sie zahlreiche Ladezyklen ohne merklichen Kapazitätsverlust überstehen. Aus Gründen der Gewichtsverteilung sind die Kondensatoren nahe dem Fahrzeugschwerpunkt im Innenraum auf der rechten Seite neben dem Fahrerplatz montiert.
Die Motoren sind vor der Hinterachse eingebaut und mit einem quer eingebauten, sequentiellen Sechsganggetriebe kombiniert. Während der Entwicklungsphase zogen die Ingenieure zwei verschiedene Versionen des Hybridsystems in Betracht. Eine Variante mit einem in der Front montierten Elektromotor, der die Vorderräder antreibt, während der Verbrennungsmotor auf die Hinterachse wirkt, und ein Konzept, bei dem beide Motoren in einer Baueinheit installiert sind und nur die Hinterräder angetrieben werden. Eine späte Anpassung des Reglements limitierte die Nutzung des zusätzlichen Vorderradantriebs auf Geschwindigkeiten höher als 120 km/h, wohingegen die Zusatzleistung des Elektromotors beim reinen Hinterradantrieb weiterhin uneingeschränkt genutzt werden durfte. Aus der Sicht von Toyota entfielen damit die Vorteile eines Allradantriebs und so wurde schließlich die Variante mit Hinterradantrieb für den TS030 Hybrid umgesetzt.
Im Februar 2013 veröffentlichte Toyota Leistungsdaten für den TS030 Hybrid. Demnach leistet der Ottomotor 395 kW (537 PS), während das automatisch geregelte Hybridsystem zusätzlich 224 kW (305 PS) liefern kann.

## Renneinsätze – Werk

### 2012
Nachdem Toyota ursprünglich nur an einigen ausgewählten Rennen 2012 teilnehmen wollte, meldete das Unternehmen eine Teilnahme an der Saison 2012 der World Endurance Championship (WEC) ab dem zweiten Lauf, dem 6-Stunden-Rennen von Spa-Francorchamps im Mai. Ein Unfall bei Testfahrten Anfang April auf dem Circuit Paul Ricard vereitelte diesen Plan jedoch. Das Monocoque-Chassis des Rennwagens wurde irreparabel beschädigt, sodass ein neues gefertigt werden musste, was in der kurzen Zeit allerdings nicht zu bewerkstelligen war.
Für das verspätete Renndebüt in Le Mans standen schließlich zwei TS030 Hybrid bereit, deren ursprünglich in klassischen Toyota-Farben gehaltene, rot-weiße Farbgebung in blau-weiß abgeändert wurde. Der Toyota mit der Startnummer 7 wurde von den Fahrern Nicolas Lapierre, Kazuki Nakajima und Alexander Wurz pilotiert, während das Schwesterfahrzeug mit der Nummer 8 und den Piloten Sébastien Buemi, Anthony Davidson und Stéphane Sarrazin an den Start ging. Die restliche WEC-Saison 2012 bestritt allerdings nur der TS030 Hybrid mit der Startnummer 7.

#### Le Mans

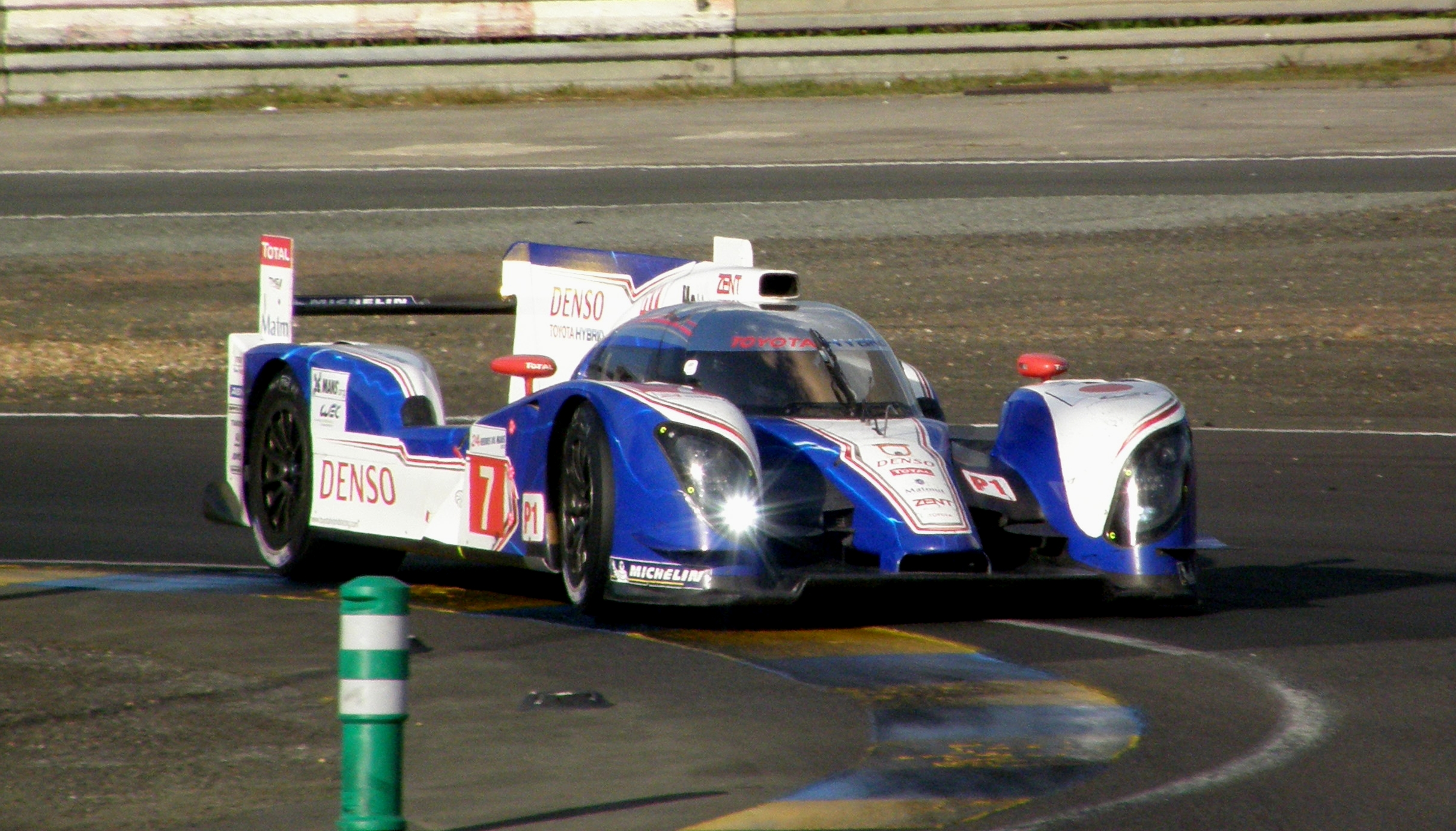
TS030 Hybrid beim 24-Stunden-Rennen von Le Mans 2012

Nach einem überzeugenden Qualifying konnten sich die zwei Toyotas die Plätze 3 und 5 in der Startaufstellung sichern, wohingegen der größte Konkurrent Audi von den Plätzen 1, 2, 4 und 6 aus antrat. Das Rennen lief gut für Toyota, bis sich rund fünf Stunden nach Rennstart die Ereignisse überschlugen. Während sich Lapierre nach einer Aufholjagd mit seinem TS030 Hybrid an der Spitze ein Duell um die Führung mit dem Audi R18 e-tron quattro #1 von Benoît Tréluyer lieferte und nach mehreren Führungswechseln kurz nacheinander schließlich den ersten Platz erringen konnte, verunfallte das Schwesterfahrzeug schwer. Beim Einfahren in die Mulsanne-Kurve am Ende der Hunaudières-Geraden verschuldete der Ferrari-Pilot Piergiuseppe Perazzini des Rennstalls AF Corse eine Kollision mit dem TS030 Hybrid von Davidson, als dieser den langsameren Ferrari gerade überrunden wollte. Daraufhin hob der Toyota ab, überschlug sich und schlug mit hoher Geschwindigkeit in die Streckenbegrenzung ein. Direkt daneben krachte auch der Ferrari in die Leitplanken. Während Perazzini unverletzt blieb, klagte Davidson nach dem Unfall über Rückenschmerzen, was sich später als Bruch von zwei Wirbeln herausstellte. Wegen der nötigen Reparatur- und Bergungsarbeiten folgte eine lange Safetycarphase, in deren Verlauf der verbliebene Toyota und der Audi R18 #1 gleichzeitig einen Boxenstopp mit Fahrerwechsel absolvierten, was einen erneuten Führungswechsel aufgrund des schnelleren Stops der Audi-Mannschaft nach sich zog. Rund eine Stunde und 15 Minuten nach dem Zwischenfall wurde die Strecke wieder für das Rennen freigegeben. Nach der Safetycarphase staute sich der Verkehr auf und beim Versuch, dem direkt vor ihm fahrenden Marcel Fässler im Audi #1 zu folgen, übersah der TS030-Pilot Nakajima den Nissan DeltaWing in den Porsche-Kurven. Beide Fahrzeuge kollidierten, woraufhin der DeltaWing hart in die Streckenbegrenzung einschlug und der Toyota mit einem Reifenschaden und zerstörtem Heck die Box aufsuchen musste. Dieser Unfall zog eine Reihe von Problemen und lange Reparaturen in der Box nach sich, wodurch massiv Zeit verloren wurde. Schließlich beendete ein Motorschaden nach rund zehneinhalb Stunden die Anstrengungen des Toyota-Teams in Le Mans.

#### Silverstone

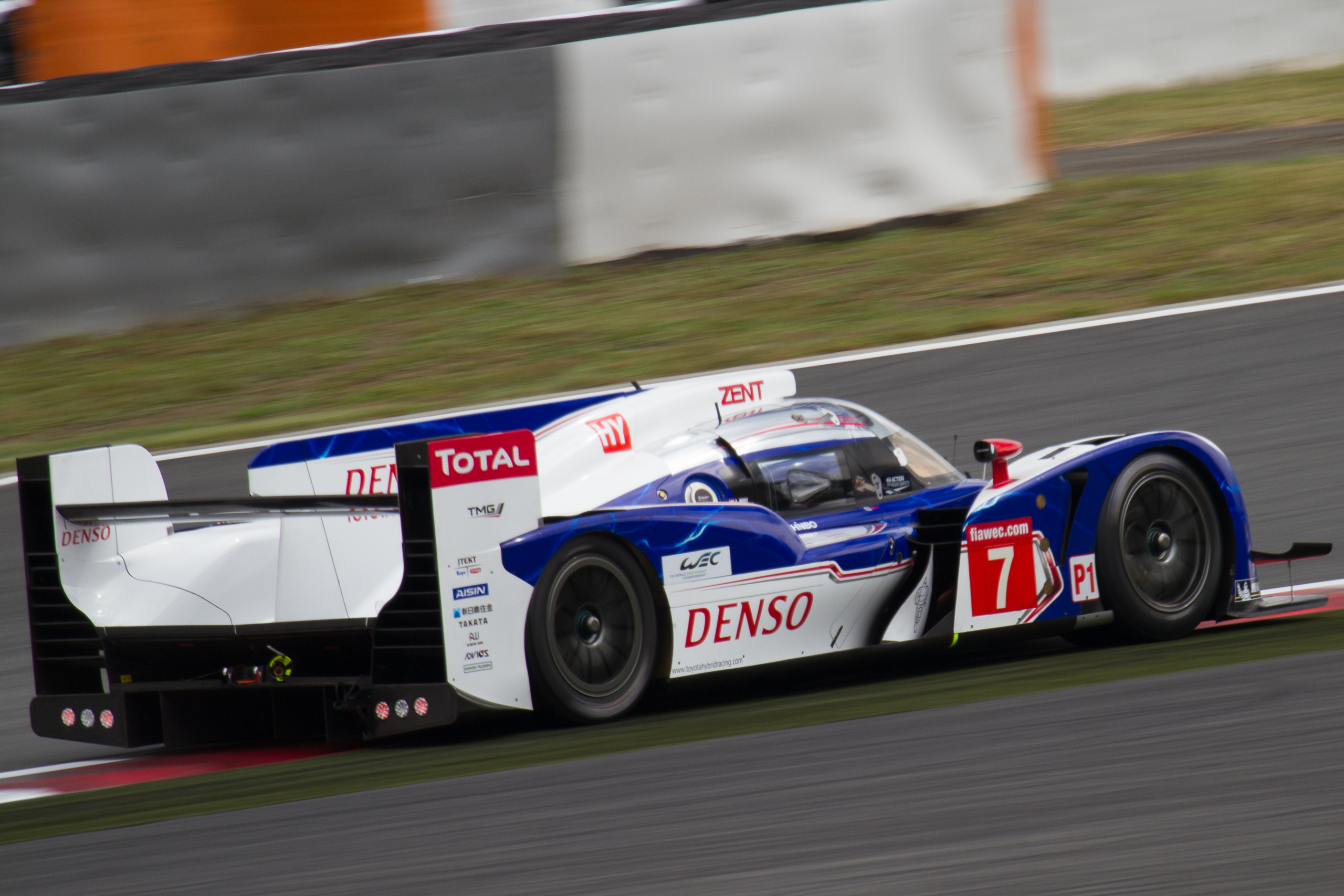
Das modifizierte Aerodynamikpaket mit verbreitertem Heckflügel

Wie geplant trat Toyota Racing mit nur einem Fahrzeug in Silverstone an. Der TS030 Hybrid wurde für dieses Rennen mit einem angepassten Aerodynamikpaket für zusätzlichen Anpressdruck ausgestattet, bei dem der Heckflügel durch Endplatten um 20 cm verbreitert wurde. Somit misst das Heck nun 200 cm statt der im Reglement maximal erlaubten Flügelbreite von 180 cm, allerdings zählen die zusätzlichen Aerodynamikelemente zwischen Flügel und Endplatte durch deren Befestigung an den Seitenkästen zur Karosserie und sind somit regelkonform.
Im Qualifying wurde der dritte Startplatz hinter zwei Audi R18 erzielt. Im Rennen konnte Toyota direkt nach dem Start einen Platz gutmachen und in der elften Runde schließlich die Führung übernehmen. Durch den höheren Verbrauch des TS030 Hybrid musste dieser früher als die beiden R18 an die Box, wodurch die Führung im Rennverlauf – bedingt durch die zeitlich versetzten Boxenstopps – ständig zwischen Audi und Toyota wechselte. Außerdem war für den Toyota ein Tankstopp mehr nötig als für die zwei Audi. Nach einem Rennen ohne Zwischenfälle fuhr der TS030 Hybrid auf dem zweiten Platz ins Ziel.

#### São Paulo
Nachdem im Training bereits gute Zeiten seitens der Toyota-Mannschaft erreicht wurden, setzte sich dieser Trend in der Qualifikation fort. Mit der schnellsten gefahrenen Runde sicherte sich Wurz erstmals die Pole-Position für den TS030. Während des Rennens behauptete Toyota Racing die Führung und gab das Tempo vor. Durch eine verbesserte Treibstoffeffizienz des TS030 Hybrid war der Reichweitenunterschied zu Audi zwischen den Tankstopps nicht mehr so eklatant wie noch in Silverstone. Schließlich konnten die Toyota-Piloten einen Sieg mit über einer Minute Vorsprung auf den Zweitplatzierten einfahren, der gleichzeitig den ersten Sieg überhaupt für Toyota in der WEC darstellt.

#### Bahrain
Bereits im Training waren die beiden Audi R18 e-tron quattro schneller als der TS030, was sich im Qualifying nicht veränderte und der Toyota daher von Startplatz drei aus ins Rennen ging. Im Rennen verbesserte sich die Leistung des Toyota aber deutlich. Direkt nach dem Start sicherte sich Wurz den zweiten Platz, nach sieben Runden errang er die Führung und konnte den Vorsprung kontinuierlich ausbauen. Nach rund zwei Stunden Renndauer lag der TS030 souverän auf Platz eins, ein Defekt an der Startnummernbeleuchtung führte aber dazu, dass die Rennleitung eine Reparatur anordnete. Diese dauerte sieben Minuten, warf den Toyota auf Platz sechs zurück und vernichtete alle Siegchancen. Lapierre konnte sich im weiteren Rennverlauf wieder auf den dritten Platz zurückkämpfen, fiel jedoch rund eine Stunde vor Rennschluss mit gebrochener Radaufhängung nach einer Kollision mit einem zu überrundenden Fahrzeug aus.

#### Fuji

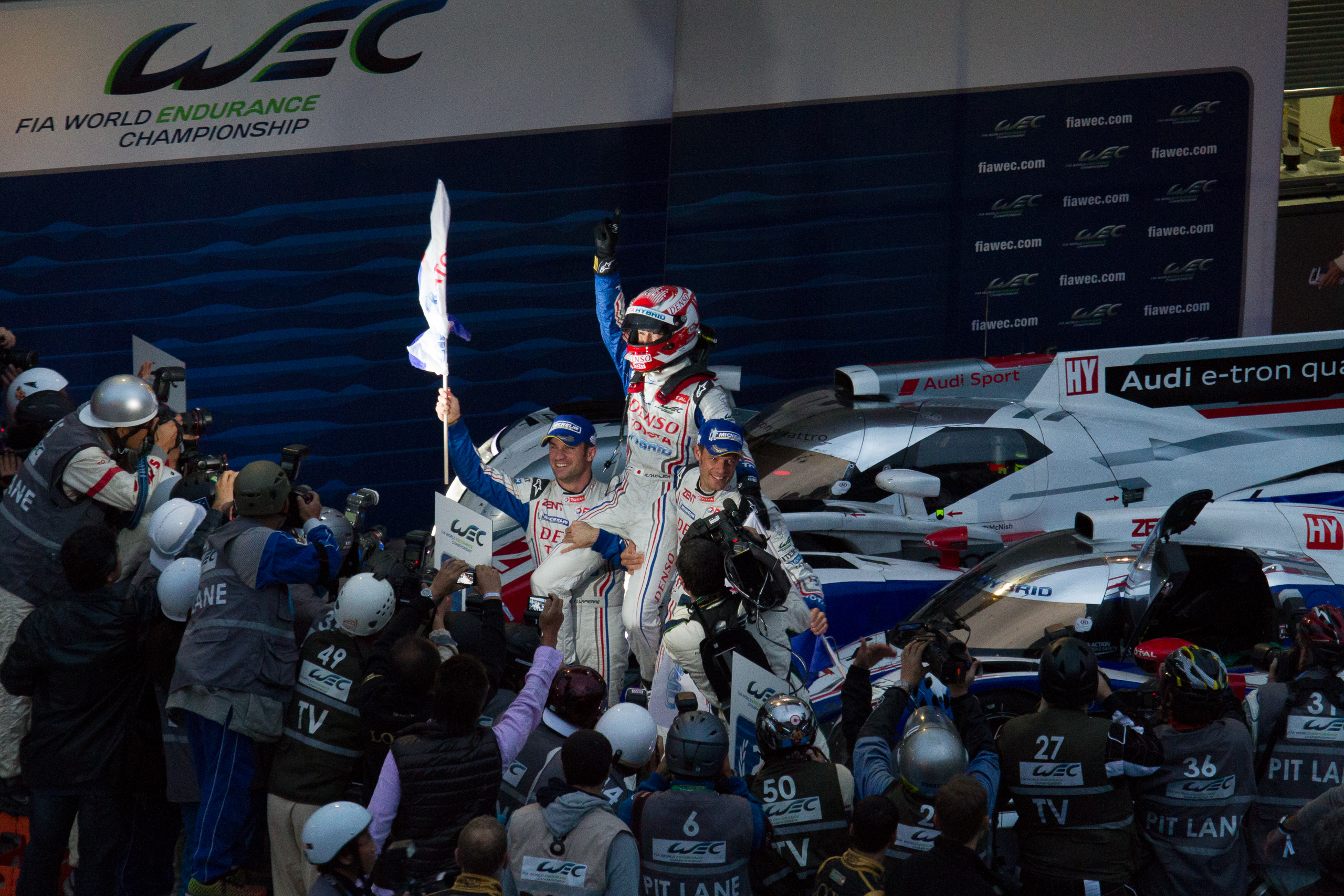
Das Fahrertrio Lapierre, Nakajima und Wurz feiert den zweiten Saisonsieg in Fuji

Im Qualifying konnte sich Nakajima gegen die konkurrierenden Audi durchsetzen und so die zweite Pole-Position für Toyota in der WEC einfahren. Im Rennen verteidigte die Toyota-Mannschaft vorerst die Führung und verlor diese nur zwischenzeitlich an Audi. Rund 20 Minuten vor Rennschluss war ein zusätzlicher Tankstopp für den TS030 fällig, wodurch der Abstand auf die Verfolger noch einmal stark schrumpfte. Schließlich sicherte sich Toyota Racing den Sieg in Fuji mit rund elf Sekunden Vorsprung auf den Zweitplatzierten.

#### Shanghai
Im Saisonfinale erzielte das Toyota-Team in den Trainings bereits gute Rundenzeiten, was sich auch im Qualifying mit der Pole-Position widerspiegelte. Im Rennen selbst konnte der in Sachen Geschwindigkeit dem Audi R18 überlegene TS030 rasch einen großen Vorsprung herausfahren, was wie in den vorangegangenen Rennen nötig war, um die schlechtere Effizienz des Toyota-Benziners durch einen zusätzlichen Tankstopp auszugleichen. Das Rennen wurde von Toyota mit dem dritten Sieg in dieser Saison mit gut einer Minute Vorsprung auf den nächsten Verfolger beendet.

#### Ergebnisse
| Nr. | Datum         | Rennen                                 | Strecke                        | Startnr. | Fahrer                                             | Platzierung | Punkte |
| --- | ------------- | -------------------------------------- | ------------------------------ | -------- | -------------------------------------------------- | ----------- | ------ |
| 1   | 17. März      | 12-Stunden-Rennen von Sebring          | Sebring International Raceway  |          |                                                    |             |        |
| 2   | 5. Mai        | 6-Stunden-Rennen von Spa-Francorchamps | Circuit de Spa-Francorchamps   |          |                                                    |             |        |
| 3   | 16.–17. Juni  | 24-Stunden-Rennen von Le Mans          | Circuit de la Sarthe           | 7        | Nicolas Lapierre Kazuki Nakajima Alexander Wurz    | DNF         | -      |
| 3   | 16.–17. Juni  | 24-Stunden-Rennen von Le Mans          | Circuit de la Sarthe           | 8        | Sébastien Buemi Anthony Davidson Stéphane Sarrazin | DNF         | -      |
| 4   | 26. August    | 6-Stunden-Rennen von Silverstone       | Silverstone Circuit            | 7        | Nicolas Lapierre Kazuki Nakajima Alexander Wurz    | 2.          | 18     |
| 5   | 15. September | 6-Stunden-Rennen von São Paulo         | Autódromo José Carlos Pace     | 7        | Nicolas Lapierre Alexander Wurz                    | 1.          | 26     |
| 6   | 29. September | 6-Stunden-Rennen von Bahrain           | Bahrain International Circuit  | 7        | Nicolas Lapierre Alexander Wurz                    | DNF         | -      |
| 7   | 14. Oktober   | 6-Stunden-Rennen von Fuji              | Fuji Speedway                  | 7        | Nicolas Lapierre Kazuki Nakajima Alexander Wurz    | 1.          | 26     |
| 8   | 27. Oktober   | 6-Stunden-Rennen von Shanghai          | Shanghai International Circuit | 7        | Nicolas Lapierre Alexander Wurz                    | 1.          | 26     |

##### LMP1-Herstellerwertung
| Platz | Hersteller | Punkte |
| ----- | ---------- | ------ |
| 1.    | Audi       | 209    |
| 2.    | Toyota     | 96     |

| Legende  | Legende            | Legende                                                          |
| Farbe    | Abkürzung          | Bedeutung                                                        |
| -------- | ------------------ | ---------------------------------------------------------------- |
| Gold     | –                  | Sieg                                                             |
| Silber   | –                  | 2. Platz                                                         |
| Bronze   | –                  | 3. Platz                                                         |
| Grün     | –                  | Platzierung in den Punkten                                       |
| Blau     | –                  | Klassifiziert außerhalb der Punkteränge                          |
| Violett  | DNF                | Rennen nicht beendet (did not finish)                            |
| Violett  | NC                 | nicht klassifiziert (not classified)                             |
| Rot      | DNQ                | nicht qualifiziert (did not qualify)                             |
| Rot      | DNPQ               | in Vorqualifikation gescheitert (did not pre-qualify)            |
| Schwarz  | DSQ                | disqualifiziert (disqualified)                                   |
| Weiß     | DNS                | nicht am Start (did not start)                                   |
| Weiß     | WD                 | zurückgezogen (withdrawn)                                        |
| Hellblau | PO                 | nur am Training teilgenommen (practiced only)                    |
| Hellblau | TD                 | Freitags-Testfahrer (test driver)                                |
| ohne     | DNP                | nicht am Training teilgenommen (did not practice)                |
| ohne     | INJ                | verletzt oder krank (injured)                                    |
| ohne     | EX                 | ausgeschlossen (excluded)                                        |
| ohne     | DNA                | nicht erschienen (did not arrive)                                |
| ohne     | C                  | Rennen abgesagt (cancelled)                                      |
| ohne     | keine WM-Teilnahme |                                                                  |
| sonstige | P/fett             | Pole-Position                                                    |
| sonstige | 1/2/3/4/5/6/7/8    | Punktplatzierung im Sprint-/Qualifikationsrennen                 |
| sonstige | SR/kursiv          | Schnellste Rennrunde                                             |
| sonstige | *                  | nicht im Ziel, aufgrund der zurückgelegten Distanz aber gewertet |
| sonstige | ()                 | Streichresultate                                                 |
| sonstige | unterstrichen      | Führender in der Gesamtwertung                                   |

### 2013

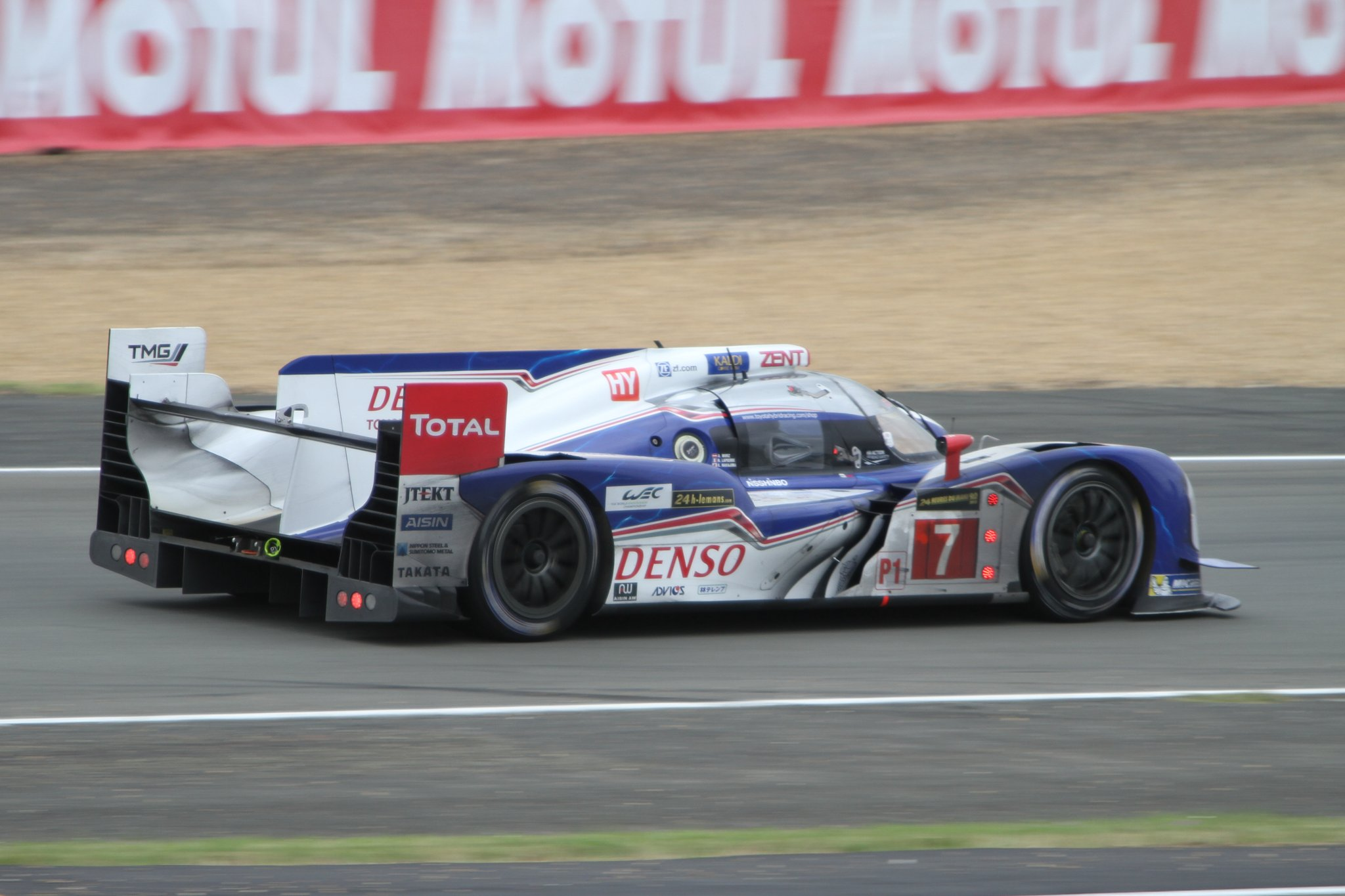
Der Toyota TS030 Hybrid beim 24-Stunden-Rennen von Le Mans 2013

Toyota Racing nimmt an der kompletten WEC-Saison 2013 und dem 24-Stunden-Rennen von Le Mans 2013 mit zwei Fahrzeugen teil, welche von den gleichen Fahrern wie im vorherigen Jahr pilotiert werden. Der TS030 wurde für die Saison 2013 konsequent weiterentwickelt, um die Schwächen des Vorjahresmodells auszumerzen. Der Antriebsstrang erfuhr Veränderungen hinsichtlich Leistung, Effizienz und Zuverlässigkeit. Da das Modell der Saison 2012 eigentlich ein Versuchsträger war, war dort an der Vorderachse noch Platz für das Hybridsystem vorgesehen, da die Entscheidung, die zusätzliche Leistung auf die Hinterräder zu leiten, erst relativ spät getroffen wurde. Dies ermöglichte am 2013er TS030 eine Verbesserung der Aerodynamik an der Front, indem die Ingenieure die Nase tiefer herunterzogen und überflüssig gewordene Lufteinlässe entfernten.

#### Silverstone
Im ersten Saisonrennen kamen noch die Wagen mit Vorjahresspezifikation zum Einsatz. Beim Qualifying in wechselhaften Wetterverhältnissen sicherten sich die beiden Toyotas die Pole-Position sowie den zweiten Platz in der Startaufstellung. Im Rennen wurden die TS030 allerdings bereits wenige Minuten nach dem Start von den beiden Audi R18 e-tron quattro auf die Plätze drei und vier verdrängt, auf denen schließlich auch das Ziel erreicht wurde.

#### Spa-Francorchamps
In Belgien wurde das erste Mal das Modell 2013 des TS030 mit der Startnummer 7 eingesetzt, wohingegen die Nummer 8 ein Vorjahresmodell war. Im Qualifying konnten die Toyotas nicht mit den drei Audis mithalten, weshalb von den Plätzen 4 und 5 aus ins Rennen gestartet wurde. Die Leistung im Rennen war allerdings weitaus besser, sodass der 2013er TS030 um den Sieg mitfahren und auch zeitweise die Führung übernehmen konnte. Nach rund vier Stunden trat an der #7 ein Defekt am Hybridsystem auf, wodurch keine Energie mehr gespeichert wurde. In Folge überhitzten aufgrund fehlender Bremswirkung die Hinterradbremsen, was das Toyota-Team dazu zwang, den neuen TS030 aus dem Rennen zu nehmen. Das Vorjahresmodell konnte das Rennen zu Ende fahren, war aber wie schon in Silverstone nicht in der Lage, mit den neueren Audis mitzuhalten und fuhr schließlich auf Platz 4 ins Ziel.

#### Le Mans
Für den Saisonhöhepunkt in Le Mans kamen zwei TS030 des Jahrgangs 2013 zum Einsatz. Erneut waren beide Toyotas den Audis im Qualifying unterlegen, sodass von den Plätzen vier und fünf aus ins Rennen gestartet wurde. Der Rennverlauf wurde durch sehr wechselhaftes Wetter sowie viele Safetycarphasen geprägt und durch den Tod von Allan Simonsen überschattet, der kurz nach Rennstart verunfallte und später seinen Verletzungen erlag. In den ersten Minuten des Rennens konnten beide TS030 mehrere Plätze gut machen und um die Führung kämpfen, bis nach dem Unfall Simonsens die erste Safetycarphase begann. Zu diesem Zeitpunkt lagen die beiden Toyota auf den Plätzen 2 und 3. Ungefähr eine Stunde später wurde die Safetycarphase beendet, woraufhin es in den folgenden Stunden zu mehreren Führungs- und Positionswechseln in der Spitzengruppe zwischen Audi und Toyota kam. Um ca. 17:30 Uhr rollte der Toyota #7 mit Benzindruckproblemen auf der Strecke aus, konnte kurz darauf allerdings weiterfahren. Etwa um 22 Uhr büßten der Audi #3 wegen eines Reifenschadens und der Audi #1 durch technischen Defekt und anschließenden Reparaturaufenthalt in der Box viel Zeit ein, weshalb der Toyota #8 auf Platz 2 und der Toyota #7 auf Platz 3 vorrückten. Bis zum Ende des Rennens befand sich der TS030 #8 ständig in Schlagdistanz zum führenden Audi, während sich der Toyota #7 einen längeren Kampf um Platz 3 mit mehreren Positionswechseln mit dem sich von hinten nähernden Audi #3 lieferte. Rund eine Stunde und 15 Minuten vor Rennende setzte der stärkste Schauer des Wochenendes ein, durch den Lapierre auf Platz 4 liegend in den Porsche-Kurven von der Strecke rutschte und mit hoher Geschwindigkeit frontal in die Reifenstapel einschlug. Lapierre verließ seinen TS030 zunächst, konnte nach der Bergung des Autos allerdings wieder einsteigen und mit langsamer Geschwindigkeit in die Box zurückkehren. Innerhalb von 30 Minuten konnte der schwere Schaden an Karosserie und Aufhängung repariert und so das Rennen fortgesetzt werden, ohne den 4. Platz zu verlieren. Nach einem Rennen ohne Defekte fuhr der TS030 #8 auf dem 2. Platz mit einer Runde Rückstand auf den siegreichen Audi #2 ins Ziel ein. Der TS030 #7 beendete das Rennen auf Platz 4 mit sieben Runden Rückstand auf den Erstplatzierten.

#### São Paulo
Im Vorfeld des vierten Saisonlaufs in Brasilien wurde für das Modell 2013 des TS030 ein neues Aerodynamikpaket für erhöhten Abtrieb entwickelt und installiert.
Toyota Racing trat in São Paulo mit nur einem TS030 an und startete vom dritten Startplatz aus ins Rennen. Nur 35 Minuten nach dem Rennstart kollidierte Sarrazin mit dem LMP2-Lotus von Dominik Kraihamer, der die Kontrolle über sein Fahrzeug in dem Augenblick verlor, als Sarrazin im Senna-S auf der Kurvenaußenseite überrunden wollte. Beide Fahrzeuge schlugen daraufhin in die Streckenbegrenzung ein, woraufhin Sarrazin versuchte, den TS030 zur Reparatur in die Box zurückzubringen. Allerdings war das Fahrzeug zu stark beschädigt und somit war das Team gezwungen, sich aus dem Rennen zurückzuziehen.

#### Austin
Zum ersten Auftritt der WEC in den USA trat Toyota Racing erneut mit nur einem Fahrzeug an. In Training und Qualifying konnte die Toyota-Mannschaft nicht mit den beiden Audis mithalten, weshalb vom dritten Platz gestartet wurde. Auch während des Rennens waren die Audis jederzeit schneller, aber dennoch brachte sich das Toyota-Team durch eine andere Taktik in den Kampf um die Spitze ein. Von Rennbeginn an absolvierte der TS030 zwei Stints mit einem Satz Reifen, wodurch viel Zeit gespart werden konnte. Die Entscheidung über den Sieg fiel erst nach dem letzten Boxenstopp, da das Toyota-Team noch ein Fahrerwechsel durchführen musste. Toyota Racing beendete das Rennen schließlich auf dem 2. Platz mit einem Rückstand von 23,6 Sekunden auf den führenden Audi.

#### Fuji
Beim Heimrennen von Toyota kamen das erste Mal seit Le Mans wieder zwei Fahrzeuge zum Einsatz. In den zwei vorangegangenen Rennen trat der TS030 #7 nicht in Aktion, da Kapazitäten für die Entwicklung des Nachfolgefahrzeugs TS040 Hybrid benötigt wurden.
Im Qualifying konnten beide Toyotas mit den Audis mithalten und sicherten sich die Startplätze 2 und 3 für das Rennen. Das Rennen wurde wegen starker Regenfälle hinter dem Safetycar gestartet und nach nur 8 Runden unterbrochen. In dieser Zeit musste der führende Audi aufgrund technischer Probleme mehrmals die Box aufsuchen, sodass der Toyota #7 die Führung übernahm. Allerdings musste auch der TS030 #8 zum Tanken an die Box fahren, weswegen auch dieser weit zurückfiel. Nach einer Unterbrechung des Rennens von zwei Stunden Dauer erfolgte ein Neustart hinter dem Safetycar. Da sich die Wetterbedingungen nicht besserten, wurde das Rennen nach 16 Runden hinter dem Safetycar endgültig abgebrochen und die Mannschaft des Toyota #7 zum Sieger erklärt. Für die Veranstaltung wurden in der Meisterschaftswertung halbe Punkte vergeben.

#### Ergebnisse
| Nr. | Datum         | Rennen                                           | Strecke                        | Startnr. | Fahrer                                             | Platzierung | Punkte a |
| --- | ------------- | ------------------------------------------------ | ------------------------------ | -------- | -------------------------------------------------- | ----------- | -------- |
| 1 | 14. April     | 6-Stunden-Rennen von Silverstone                 | Silverstone Circuit            | 7        | Nicolas Lapierre Alexander Wurz                    | 4.          | -        |
| 1 | 14. April     | 6-Stunden-Rennen von Silverstone                 | Silverstone Circuit            | 8        | Sébastien Buemi Anthony Davidson Stéphane Sarrazin | 3.          | 16       |
| 2 | 4. Mai        | 6-Stunden-Rennen von Spa-Francorchamps           | Circuit de Spa-Francorchamps   | 7        | Nicolas Lapierre Kazuki Nakajima Alexander Wurz    | DNF         | -        |
| 2 | 4. Mai        | 6-Stunden-Rennen von Spa-Francorchamps           | Circuit de Spa-Francorchamps   | 8        | Sébastien Buemi Anthony Davidson Stéphane Sarrazin | 4.          | 15       |
| 3 | 22.–23. Juni  | 24-Stunden-Rennen von Le Mans                    | Circuit de la Sarthe           | 7        | Nicolas Lapierre Kazuki Nakajima Alexander Wurz    | 4.          | -        |
| 3 | 22.–23. Juni  | 24-Stunden-Rennen von Le Mans                    | Circuit de la Sarthe           | 8        | Sébastien Buemi Anthony Davidson Stéphane Sarrazin | 2.          | 36       |
| 4 | 1. September  | 6-Stunden-Rennen von São Paulo                   | Autódromo José Carlos Pace     | 7        |                                                    |             |          |
| 4 | 1. September  | 6-Stunden-Rennen von São Paulo                   | Autódromo José Carlos Pace     | 8        | Sébastien Buemi Anthony Davidson Stéphane Sarrazin | DNF         | -        |
| 5 | 22. September | 6-Stunden-Rennen auf dem Circuit of The Americas | Circuit of The Americas        | 7        |                                                    |             |          |
| 5 | 22. September | 6-Stunden-Rennen auf dem Circuit of The Americas | Circuit of The Americas        | 8        | Sébastien Buemi Anthony Davidson Stéphane Sarrazin | 2.          | 18       |
| 6 | 20. Oktober   | 6-Stunden-Rennen von Fuji                        | Fuji Speedway                  | 7        | Nicolas Lapierre Kazuki Nakajima Alexander Wurz    | 1.          | 12,5     |
| 6 | 20. Oktober   | 6-Stunden-Rennen von Fuji                        | Fuji Speedway                  | 8        | Sébastien Buemi Anthony Davidson Stéphane Sarrazin | 27.         | -        |
| 7 | 10. November  | 6-Stunden-Rennen von Shanghai                    | Shanghai International Circuit | 7        | Nicolas Lapierre Alexander Wurz                    | 2.          | 18       |
| 7 | 10. November  | 6-Stunden-Rennen von Shanghai                    | Shanghai International Circuit | 8        | Sébastien Buemi Anthony Davidson Stéphane Sarrazin | DNF         | -        |
| 8 | 30. November  | 6-Stunden-Rennen von Bahrain                     | Bahrain International Circuit  | 7        | Nicolas Lapierre Kazuki Nakajima Alexander Wurz    | DNF         | -        |
| 8 | 30. November  | 6-Stunden-Rennen von Bahrain                     | Bahrain International Circuit  | 8        | Sébastien Buemi Anthony Davidson Stéphane Sarrazin | 1.          | 25       |
| a Aufgelistet sind nur Punkte für die Herstellerwertung. Laut Reglement zählen nur die Punkte zur Meisterschaft, die das Fahrzeug mit dem Besten Ergebnis erzielt hat. |               |                                                  |                                |          |                                                    |             |          |

##### LMP1-Herstellerwertung
| Platz | Hersteller | Punkte |
| ----- | ---------- | ------ |
| 1.    | Audi       | 102    |
| 2.    | Toyota     | 67     |

| Legende  | Legende            | Legende                                                          |
| Farbe    | Abkürzung          | Bedeutung                                                        |
| -------- | ------------------ | ---------------------------------------------------------------- |
| Gold     | –                  | Sieg                                                             |
| Silber   | –                  | 2. Platz                                                         |
| Bronze   | –                  | 3. Platz                                                         |
| Grün     | –                  | Platzierung in den Punkten                                       |
| Blau     | –                  | Klassifiziert außerhalb der Punkteränge                          |
| Violett  | DNF                | Rennen nicht beendet (did not finish)                            |
| Violett  | NC                 | nicht klassifiziert (not classified)                             |
| Rot      | DNQ                | nicht qualifiziert (did not qualify)                             |
| Rot      | DNPQ               | in Vorqualifikation gescheitert (did not pre-qualify)            |
| Schwarz  | DSQ                | disqualifiziert (disqualified)                                   |
| Weiß     | DNS                | nicht am Start (did not start)                                   |
| Weiß     | WD                 | zurückgezogen (withdrawn)                                        |
| Hellblau | PO                 | nur am Training teilgenommen (practiced only)                    |
| Hellblau | TD                 | Freitags-Testfahrer (test driver)                                |
| ohne     | DNP                | nicht am Training teilgenommen (did not practice)                |
| ohne     | INJ                | verletzt oder krank (injured)                                    |
| ohne     | EX                 | ausgeschlossen (excluded)                                        |
| ohne     | DNA                | nicht erschienen (did not arrive)                                |
| ohne     | C                  | Rennen abgesagt (cancelled)                                      |
| ohne     | keine WM-Teilnahme |                                                                  |
| sonstige | P/fett             | Pole-Position                                                    |
| sonstige | 1/2/3/4/5/6/7/8    | Punktplatzierung im Sprint-/Qualifikationsrennen                 |
| sonstige | SR/kursiv          | Schnellste Rennrunde                                             |
| sonstige | *                  | nicht im Ziel, aufgrund der zurückgelegten Distanz aber gewertet |
| sonstige | ()                 | Streichresultate                                                 |
| sonstige | unterstrichen      | Führender in der Gesamtwertung                                   |

## Fahrerbesetzung
| Startliste      | Startliste    | Startliste          | Startliste | Startliste        | Startliste       | Startliste       |
| Nr.             | Team          | Fahrzeug            | Reifen     | Fahrer            | Fahrer           | Fahrer           |
| --------------- | ------------- | ------------------- | ---------- | ----------------- | ---------------- | ---------------- |
| WEC Saison 2012 |               |                     |            |                   |                  |                  |
| 7               | Toyota Racing | Toyota TS030 Hybrid | M          | Alexander Wurz    | Nicolas Lapierre | Kazuki Nakajima  |
| 8               | Toyota Racing | Toyota TS030        | M          | Stéphane Sarrazin | Sébastien Buemi  | Anthony Davidson |
| WEC Saison 2013 |               |                     |            |                   |                  |                  |
| 7               | Toyota Racing | Toyota TS030 Hybrid | M          | Alexander Wurz    | Nicolas Lapierre | Kazuki Nakajima  |
| 8               | Toyota Racing | Toyota TS030 Hybrid | M          | Stéphane Sarrazin | Sébastien Buemi  | Anthony Davidson |